# HD 40455
HD 40455，又名CP-64 495，SAO 249391、HR 2104，是一颗恒星，视星等为6.63，位于銀經273.98，銀緯-30.42，其B1900.0坐标为赤經5h 53m 44.6s，赤緯-64° -30.42′ 55″。